# Bahía de Kino
Bahía de Kino es un pueblo mexicano perteneciente al municipio de Hermosillo, ubicado en la región centro-oeste del estado de Sonora, en la zona del desierto sonorense y en la costa del mar de Cortés. El pueblo es la tercera localidad más habitada del municipio, ya que según los datos del Censo de Población y Vivienda realizado en 2010 por el Instituto Nacional de Estadística y Geografía (INEGI), Bahía de Kino tiene un total de 6,050 habitantes.
Por su ubicación costera, el pueblo es uno de los destinos turísticos más importantes del estado, por debajo de Puerto Peñasco, Heroica Guaymas y San Carlos.

## Historia del área

### Época prehispánica
Los habitantes prehistóricos de la región de Bahía de Kino fueron los integrantes de la comunidad indígena seri, los comcaac. Los seris habitaban las zonas centrales del estado principalmente frente a la costa y las islas del golfo de California, cubriendo un territorio extenso que limitaba al sur con el Río Yaqui y al norte con el Desierto de Altar. Prevaleciendo en esta región condiciones áridas, los comcaac acumularon amplios conocimientos de los recursos naturales y el uso racional de estos.
Uno de los campamentos seris importantes en la zona de la Bahía de Kino es Hahjö Itcoj.

### Época colonial y primeras actividades económicas en el área
Las primeras incursiones españolas en la región de las grandes islas datan del año 1539. En ese año navíos al mando de Francisco de Ulloa reconocieron la costa de Sonora a la altura del paralelo 29° Norte, probablemente cerca de lo que hoy es Bahía de Kino y cruzaron “un canal que separaba a la costa de una gran isla despoblada” (Cariño-Olvera 1996). Sin embargo, estos viajes formaban parte de expediciones militares que no consolidaban poblados. Hay menciones de conflictos con rancheros y relaciones con otros grupos de indígenas durante los 1600s (Bourillón 2002). Los primeros contactos con los pobladores originarios se registran en el siglo XVII, uno de los primeros contactos documentados es la obra del padre Jesuita Eusebio Kino, en una misión que realizó en el año de 1685. Arribó a la bahía que hoy en día lleva su nombre donde estableció un poblado y parroquia que nombraron en ese entonces como San Juan Bautista (Doode 1999).
Recibe su nombre del misionero italiano Francisco Eusebio Kino, evangelizador de lo que hoy son los estados mexicanos de Baja California, Baja California Sur y Sonora y los estadounidenses de Arizona y California.
En el año 1700, a partir de la fundación de lo que hoy conocemos como Hermosillo, se consolida esta región como territorio hispánico, lo cual promueve un auge socioeconómico que se desbordará por toda la zona y que perturbará en forma directa la dinámica de los pueblos originarios (Wong 1999). Sin embargo, el territorio no se podía aprovechar fácilmente para fines agrícolas.

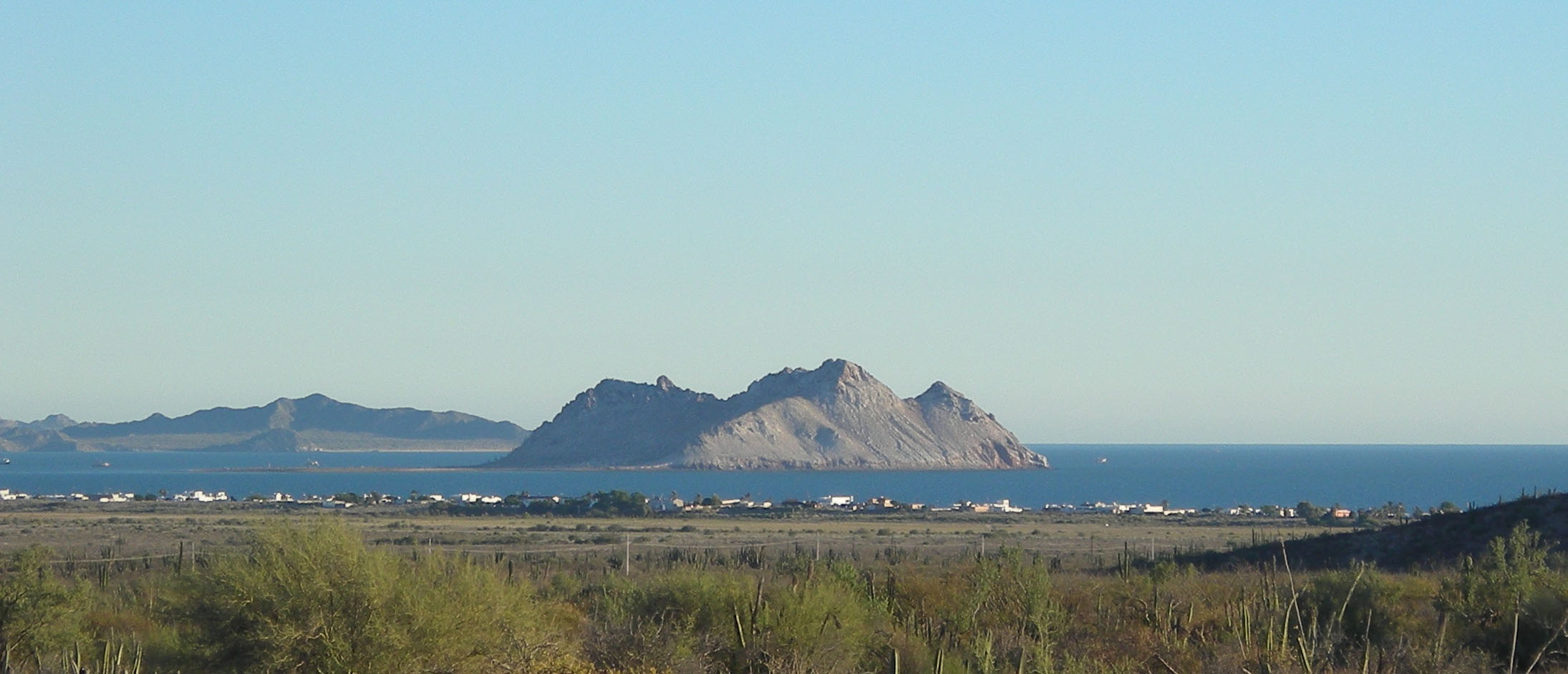
Vista hacia la Isla Alcatraz desde Kino Nuevo, Bahía de Kino.

### Inicio de las Actividades Pesqueras
El poblamiento actual de Bahía de Kino se puede ubicar alrededor de los años veinte, con la formación de un campo pesquero muy rústico con muy pocos pescadores, la primera pesquería comercial que se desarrolló en el área fue la de totoaba, misma que era abundante en las inmediaciones de la isla Alcatraz (Bahre 2000, Doode 1999). La creciente población mestiza se fue arraigando al poblado por la riqueza de recursos de la zona. Así en el año de 1935 se estableció la Sociedad Cooperativa de Producción Pesquera Lázaro Cárdenas fundada por 25 socios y más tarde reuniría a más de 100 socios. A finales de los años treinta se inicia la captura de tiburón en el área, de este recurso se comercializa solo el hígado, para aprovechar su aceite como complemento vitamínico, y aletas, dirigidas ambas al mercado de los Estados Unidos. Las pesquerías del área desde sus inicios dependieron siempre de la demanda del mercado externo. Con la caída drástica en las poblaciones de totoaba a mediados de los cuarenta y la demanda cada vez menor de hígado de tiburón, las capturas disminuyeron al mínimo, la única demanda provenía del mercado de Hermosillo la cual requería de dos o tres toneladas durante la cuaresma.

### El Impulso del desarrollo
En 1945, Bahía de Kino ofrece un nuevo panorama, contaba entonces únicamente con alrededor de 500 habitantes dedicados principalmente a actividades pesqueras. En los años cuarenta la inmigración de familias que provenían de diferentes zonas del país para la zafra pesquera se ve transformada por la consolidación de los campamentos pesqueros en poblados permanentes. El Gobierno Federal implementó, como parte de una nueva política agropecuaria, nuevos planes para el desarrollo de la zona. En 1949, la Comisión Deslindadora y Colonizadora del Gobierno Mexicano establece el Distrito de Colonización “Presidente Miguel Alemán” ahora conocido como Poblado Miguel Alemán o Calle 12. Aprovechando nuevas tecnologías de bombeo de aguas subterráneas, se impulsa una gran actividad agrícola de riego, lo cual empezó una serie de acciones de colonización.
Entre 1965 y 1975 se dan los primeros pasos de un proceso que cambia las condiciones de trabajo dando lugar a un incremento en la captura, se adoptan las primeras innovaciones tecnológicas que permiten intensificar la extracción de los recursos pesqueros. Con el uso de motores de mayor potencia (20, 40 y hasta 48 HP) y la introducción de lanchas de fibra de vidrio, al igual, las redes de algodón pasaron a ser de fibras sintéticas como el nailon. Con la práctica del buceo se inicia con la captura de tortugas marinas, langosta y después la extracción de callo de hacha. Durante estas dos décadas sigue creciendo el número de pescadores que vienen a Bahía de Kino a pescar. Su crecimiento corresponde también al nuevo papel que Bahía de Kino ofrece como puerto alterno para proveer servicios de re-abastecimiento de combustible y alimentos a la creciente flota de barcos camaroneros. La interacción entre los barcos de pesca de camarón y los pescadores ribereños genera progresivamente nuevos conflictos hasta el presente.
Para las décadas de 1980 y 1990 la pesca se hace cada vez más intensiva y extensiva, si los motores de 48 HP en lanchas de fibra de vidrio permitieron una gran movilidad, la introducción de motores de mayor potencia en años más recientes (75, 115, 150 y 200 HP) y también el uso de pangas más grandes (24-27 pies), cambia radicalmente la percepción del espacio. Ahora alcanzar la costa oriental de Baja California lleva de 2 a 4 horas, dependiendo de las condiciones de clima y carga. A mediados de los ochenta, por la mala situación económica que vive el país, Bahía de Kino recibe una nueva oleada de emigrantes en busca de mejores alternativas de trabajo, muchos de los nuevos pobladores provinieron de los campos agrícolas de la costa de Hermosillo donde desarrollaban actividades ajenas al mar, algunos se incorporaron a la actividad pesquera de la localidad, y aunado esto a la llegada de pescadores de otros lugares, provoca que el número de pangas en la localidad incremente rápidamente.

## Aspectos socioeconómicos

### Uso actual del área y principales productos de la región

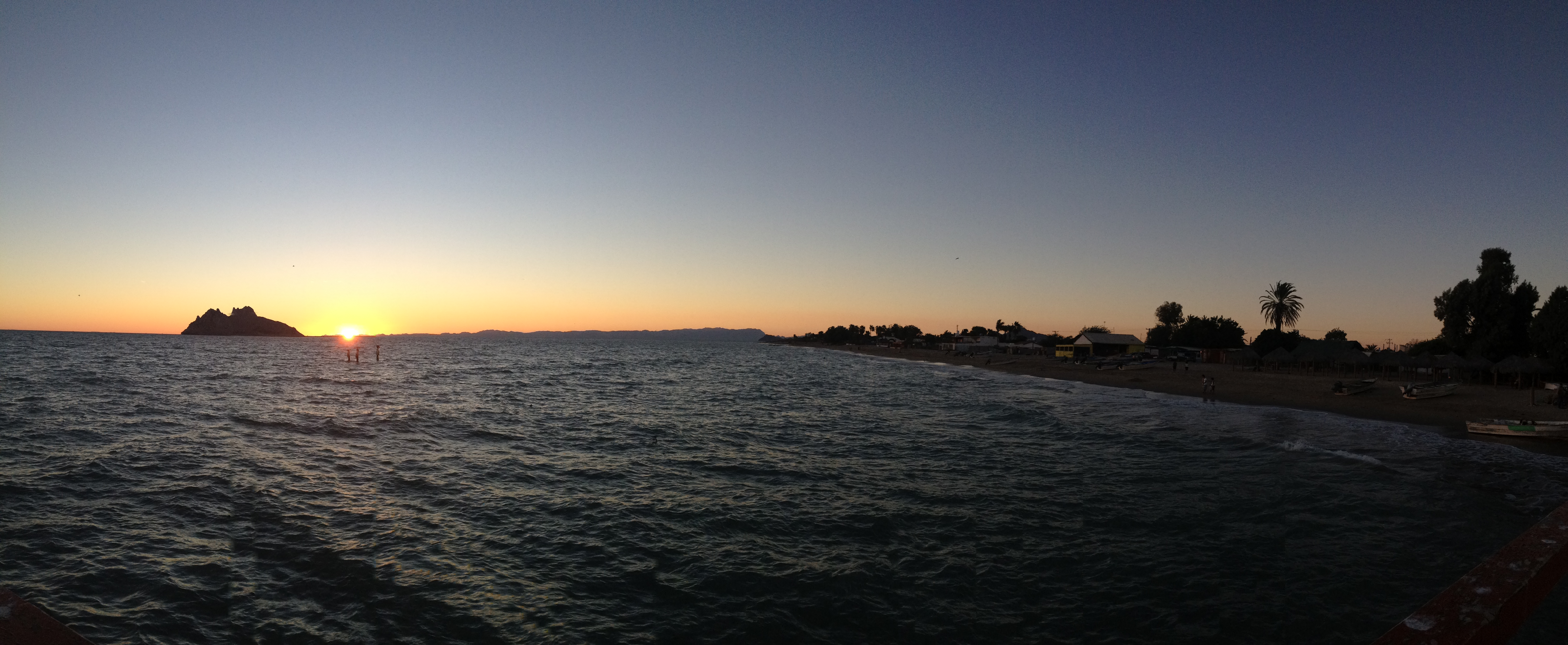
Vista del atardecer desde el muelle de Kino Viejo, Bahía de Kino, Hermosillo.

La mayor parte de las actividades económicas que se realizan en Bahía de Kino, ya sea por extracción, explotación o uso directo, dependen de los recursos naturales marinos y costeros. La actividad pesquera contribuye con el 46.35% del producto generado en la comunidad. Después de la pesca, el comercio y los servicios, ocupan el segundo lugar con un 43.54%. El sector industrias y artesanías, a pesar de contribuir solo con el 9.59%, juega un papel medular ya que esta actividad está ampliamente extendida al interior del pueblo. Finalmente el 0.52%, restante lo aportan otras actividades productivas que incluye ganadería y huertos familiares.
En lo que respecta a población ocupada (PO) cerca del 25% de esta se dedica a la pesca ribereña, alrededor de 30% de la PO, a la elaboración de artesanías de madera de palo fierro (Olneya tesota) y el 45% restante se ocupa en el comercio y los servicios en Kino Viejo y Kino Nuevo. Si bien la importancia de la PO en pesca ribereña conforma el núcleo más pequeño, es la actividad que más ingresos genera, ya que gran cantidad del comercio y servicios que existen, dependen en gran medida de la actividad pesquera de la localidad.
La mayoría de su población vive en la localidad de Kino Viejo, donde una de las actividades económicas principales es la pesca; mientras que otra parte de la población se encuentra en la localidad de Kino Nuevo (localizada a 2 km de Kino Viejo), donde la población residente es parcialmente de origen estadounidense y canadiense. Sus once kilómetros de playa hacen de Kino Nuevo un importante destino turístico, principalmente para la ciudad de Hermosillo, localizada a 107 km de esa bahía.